# Massimo Caria
Massimo Caria (Milano, 11 aprile 1960) è un giocatore di biliardo italiano.
Salito alla ribalta del grande pubblico al primo mondiale Pro nel 1993 risulta giocatore molto dotato nel gioco di sponda grazie alla sua grande sensibilità
che gli permette di effettuare i colpi senza utilizzare sistemi numerici ma solo "occhio del giocatore" e le diagonali di riferimento.

## Palmarès
I principali risultati
- 1996 Campionato italiano Masters 5 birilli
- 1998 Gran premio goriziana di S.Vincent
- 2004 Campionato italiano a squadre
- 2006 Campionato italiano a squadre
- 2007 Gran premio goriziana di S.Vincent
- 2012 Campionato italiano categoria Masters (Saint Vincent)
- 2015 Campionato Europeo per nazioni a squadre